# Litoscalpellum affbricatum
Litoscalpellum affbricatum is een rankpootkreeftensoort uit de familie van de Scalpellidae. De wetenschappelijke naam van de soort is voor het eerst geldig gepubliceerd in 1978 door Foster.